# Oscuros (saga)
Oscuros (en inglés: Fallen) es una novela romántica de ángeles caídos dirigida al público adolescente, escrita por Lauren Kate y publicada en 2009.
De esta gran historia de fantasía se desprenden 5 libros más y un anexo, en total 6, el primero es Oscuros (2009), el segundo El poder de las sombras (2010), el tercero La trampa del amor  (2011), el cuarto La primera maldición (2012), y el quinto El retorno de los caídos (2015). Después de que se publicara el primer libro de "Oscuros" en 2009, los derechos de los cinco libros fueron comprados en su totalidad para ser llevados a la gran pantalla. El 9 de septiembre del 2022 Variety informo sobre la preparación de una serie de televisión de Fallen (Oscuros), la producción esta acargo de Silve Reel y Night Train Media, con la coproducción del servicio de streaming brasileño Globoplay. La saga ha sido traducida a más de 30 idiomas.
Lauren Kate publicó en noviembre de 2015 el quinto libro de la saga llamado en inglés "Unforgiven", que se centra solo en el personaje de Cam, el personaje antagonista de "Oscuros". Según Kate la historia narra qué fue lo que pasó con Cam una vez que termina el libro "La primera maldición", esto fue como respuesta a los fanes que querían saber más de este personaje y qué es lo que le depara después de su misteriosa despedida en el último libro.
El anexo se llama La eternidad y un día (2012), donde se relata la historia de amor de 4 de las parejas principales de la historia.

## Argumento

### Oscuros
Oscuros (en inglés: Fallen) es la primera novela de la saga.
La novela gira en torno a una joven llamada Lucinda "Luce" Price que es enviada a Espada & Cruz (Sword & Cross) una escuela reformatorio ubicada en Savannah, Georgia, después de ser acusada de asesinar a su novio en un incendio. En Espada y Cruz conoce a Daniel Grigori, un chico guapo que le atrae inexplicablemente y que cree conocer de alguna parte. El libro gira principalmente en torno al triángulo amoroso entre Luce, Daniel y Cam, que es otro alumno matriculado en la escuela.

### Oscuros: El poder de las sombras[3]
Oscuros: El poder de las sombras (en inglés: Torment) es la segunda parte de la saga.
La historia continua con Lucinda "Luce" Price, una joven de 17 años enamorada de Daniel, un ángel caído. En "Oscuros", Daniel le revela a Luce que su amor está maldito, ella morirá y renacerá una y otra vez hasta que su maldición sea rota. El ciclo aparentemente es interminable y su romance es seguido con avidez por las fuerzas celestiales y demoníacas, que ven en ellos dos la forma de inclinar la balanza a su favor. Ahora Daniel debe irse para cazar a los Proscritos, inmortales que quieren a Luce. Por eso lleva a Luce a Shoreline, una escuela en la rocosa costa de California con estudiantes inusualmente dotados, Nephilim, hijos de ángeles caídos y humanos.

### Oscuros: La trampa del amor[4]
Oscuros: La trampa del amor (en inglés: Passion) es la tercera parte de la serie.
Continúa la historia de Lucinda Price (Luce), que, al final del libro anterior, decide averiguar más sobre su vida pasada y la de Daniel, intensificando a través de un locutor, haciendo caso omiso de la petición de Daniel de que no siguiera. Daniel, el novio de Luce y ángel caído, decide seguirla, con la promesa de encontrarla y rescatarla.
El amor comienza. Luce morirá por Daniel. Y lo hará. Una y otra vez. como en vidas pasadas, Luce y Daniel se han reencontrado, solo para ser dolorosamente separados, Luce muerta, Daniel solo y destrozado. Pero tal vez, no tiene que ser así. Luce tiene la seguridad de que algo o alguien en una vida pasada puede ayudarla en su presente. Así comenzará el viaje más importante de Luce en esta vida. Volver al pasado para observar en persona sus romances con Daniel. Y finalmente desbloquear la clave para hacer de su amor, el último. Cam y las legiones de Ángeles y Proscritos están desesperados por encontrar a Luce, pero Daniel es el que esta a un más desesperado por encontrarla, él la ha perseguido a través de las vidas que compartieron, pensando horrorizado de lo que puede llegar a pasar, ella reescribe la historia porque su amor eterno podría quedar en llamas, para siempre.

### Oscuros: La primera maldición[5]
Oscuros: La primera maldición (en inglés: Rapture) es la cuarta parte de la serie.
El cielo está oscurecido por alas.
De la misma forma que la arena en un reloj de arena, el tiempo se acaba para Luce y Daniel. Para evitar que Lucifer borre el pasado deberán encontrar el lugar donde los ángeles cayeron por primera vez a la Tierra. Fuerzas oscuras van tras ellos y Daniel no está seguro de si será capaz de vivir para seguir perdiendo a Luce una y otra vez, sin embargo, juntos se enfrentarán a la batalla épica que terminará con cuerpos sin vida, y polvo de ángel. Se harán grandes sacrificios. Quedarán corazones destruidos. Ante todo esto, la presión en Luce de estar segura de lo que tiene que hacer es cada vez más grande.
Porque ella estaba destinada a estar con alguien más y no con Daniel. La maldición impartida ha sido siempre y únicamente de Luce, y del amor que ella dejó a un lado. La elección que tome ahora será la única que verdaderamente importe.
En la lucha por Luce, ¿Quién ganará?
La sorprendente conclusión de la Saga Oscuros,
El cielo ya no puede esperar más.

### Oscuros: El retorno de los caídos[6]
Oscuros: El retorno de los caídos (en inglés: Unforgiven) será el quinto libro de la saga.
El cielo es estar con quien amas; el infierno, que te alejen para siempre de su lado.
Cam sabe lo que es ser castigado. Ningún ángel ha descendido al Infierno tantas veces como él, y la nueva condena que está viviendo es regresar a la preparatoria y ser compañero de clases de Lilith, la joven de la que siempre se enamora y quien está purgando una condena por sus pecados. Para salvarla, Cam hace una apuesta con Lucifer: tiene quince días para hacer que la chica se enamore de él una vez más. Si lo consigue, Lilith será admitida de nuevo en el mundo y podrá vivir feliz al lado de Cam. Si falla, Cam será enviado a un lugar muy exclusivo del Infierno, diseñado especialmente por Lucifer. El tiempo se agota.

### Oscuros: La eternidad y un día[7]
Oscuros: La eternidad y un día (en inglés: Fallen in Love) es una historia aparte relacionada con Oscuros, relata la historia de amor de 4 de las parejas principales de la historia.
Inesperado. No correspondido. Prohibido. Eterno. Cada uno tiene su propia historia de amor.
Y en un giro del destino, cuatro extraordinarias historias de amor se combinan en el transcurso de una día de San Valentín en la Inglaterra medieval. Miles y Shelby encontraran el amor donde menos lo esperan. Roland aprende una dolorosa lección sobre la búsqueda y la pérdida del amor. Arriane se arriesga a un amor tan feroz que quema. Y por primera y última vez, Daniel y Luce pasaran una noche juntos como ninguna otra.
Fallen in Love esta llena de historias de amor, aquellas que todo el mundo ha estado esperando.
El amor verdadero jamás se despide.

## Diseño de la portada

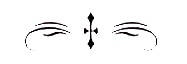
Logo distintivo de la saga.

El diseño del libro es una pasta gruesa con colores oscuros y azules, en él se puede apreciar a una chica (la diseñadora de las portadas y modelo de los 4 libros es la brasileña Fernanda Brussi Goncalves), quien usa un vestido negro y su cabello es oscuro, cubriéndose totalmente su cara con sus dos manos, en sus manos lleva guantes de tela delgada de color negro, ella está parada de lado y detrás se puede ver un bosque oscuro muy gótico con aves saliendo de este, en España y Latinoamérica el grosor de la tapa es delgada diferente al de USA, la palabra Fallen u Oscuros (en español) aparece por de bajo con una pequeña cruz y dos pequeños fragmentos de cada lado simulando unas alas.

## Estructura y género

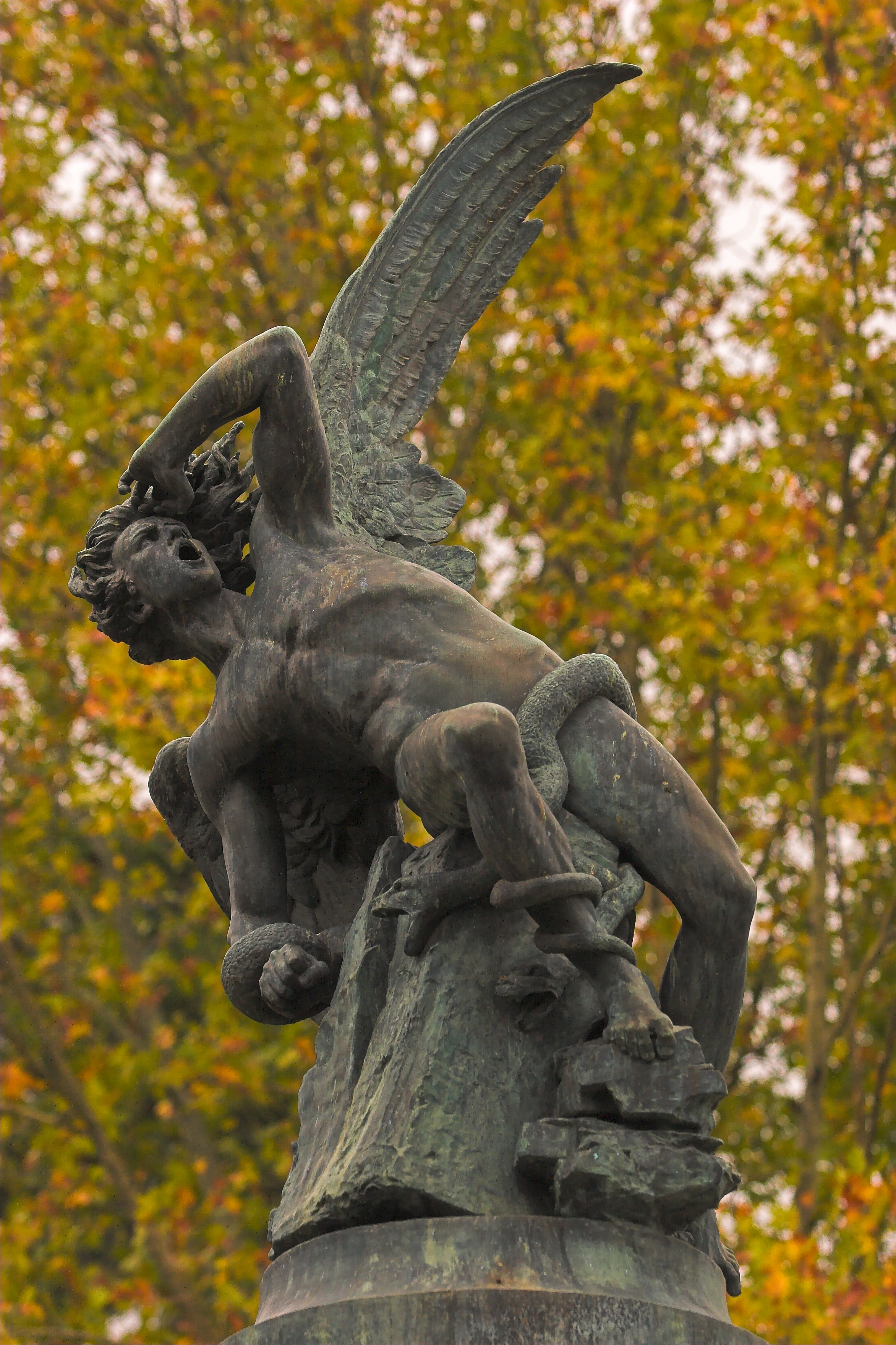
El Ángel Caído, en España, tema e inspiración de la saga Oscuros.

La saga Oscuros es de género juvenil, fantasía y romance, pero la historia se centra en el destino y el amor verdadero, según Lauren Kate la interacción entre Humanos y Ángeles suele ser algo difícil de llevar cómo una relación, pero al final es el amor el que une y da más fuerza a la relación.
La historia sigue el romance de Lucinda Price, "Luce", una chica aparentemente normal y Daniel Grigori, un ángel caído, su amor por alguna razón a estado maldito por siglos, ella muere y reencarna cada diecisiete años y el la ve morir, están predestinados a encontrarse y ser dolorosamente separados, así cómo también una gran lucha entre el Cielo y el Infierno es narrada, donde Luce y Daniel juegan un papel fundamental.
Lauren Kate al contar su historia se enfocó en la estructura de las reglas que hay en el mundo angelical, por lo cual respeto algunas; su investigación la llevó más allá de una simple escritura de un amor con muchos obstáculos, al leer la línea del génesis Kate domino mucho su habilidad de dar giros inesperados en su historia, su práctica se fue desarrollando a como ella iba avanzando; Lauren argumento lo siguiente sobre la estructura de sus personajes: "Mis personajes se escribían prácticamente solos, ellos fueron los que me guiaron para darles vida y escribir sus propias historias además de Luce y Daniel." 
Los libros son narrados en tercera persona, la mayor parte por Lauren Kate.
Kate tiene algunas opiniones al respecto sobre el género y la estructura que la ha catapultado cómo una promesa fuerte en la literatura, su opinión al respecto sobre si cree en el destino y el amor verdadero son cuestionadas por ella misma y compara la relación de Luce y Daniel con la realidad:

Si creo que existe. Creo en creer lo que le depara a los personajes le da sentido al destino. Y creo que en cuanto a Luce y Daniel, no hay ningún otra persona, ninguna entidad que pueda amar tanto cómo ellos. Pero creo que no es igual para nosotros, que podemos amar a muchas persona y hemos amado a muchas personas. Aun así, en la ficción, tener a dos personas que solo se puedan amar entre ellas, atreves de todos estos problemas y siete mil años de conflictos y luchas, es algo muy interesante de explorar para mi cómo escritora.

El destino se convierte en una atadura y algo complicado en cierto sentido, pero si, si creo que existe.
Lauren Kate

## Tema e inspiración
Según Lauren Kate su inspiración fue el amor, y la idea empezó a tomar fuerza cuando ella leía una línea del Génesis [6:1-4] que hablaba sobre un grupo de ángeles caídos que fueron echados del cielo por desear a las mujeres mortales:

Comencé a pensar sobre cómo sería que una chica normal de repente fuera el objeto de afección de un ángel. Toda la emoción y los retos que normalmente surgirían de eso. Cómo alguien que ha escrito historias de amor toda su vida, este ángulo de los ángeles me pareció la manera perfecta de subir las apuestas y contar una historia de amor REALMENTE grande, una que trajo cuestionamientos sobre la confianza y la traición y las nociones preconcebidas sobre el bien y el mal.

El amor se vive de diferentes maneras, yo al amor en esta ocasión quise darle un toque más diferente y nuevo.
Lauren Kate para Almedia Wordpress.

.

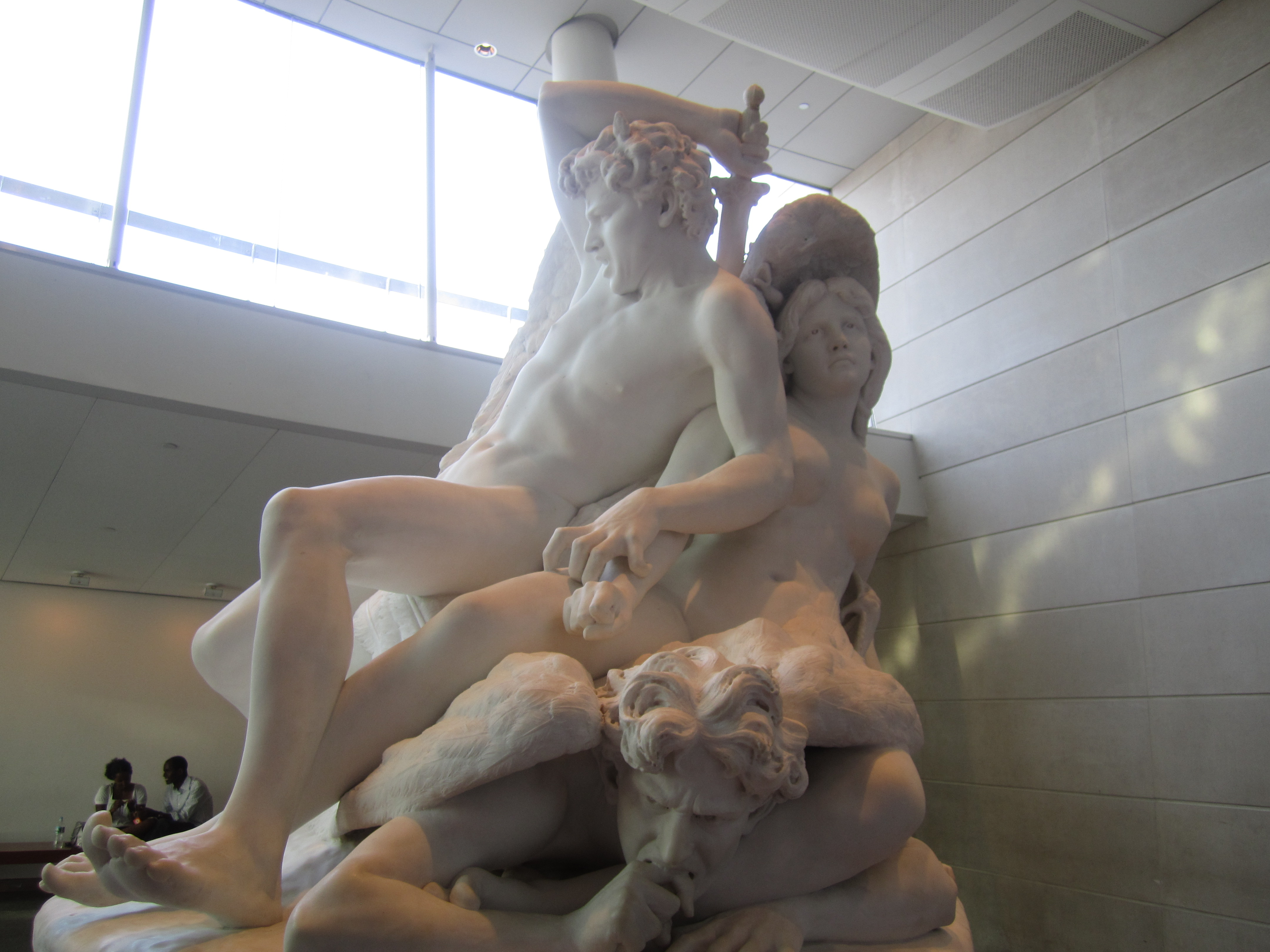
Estatua de "Los ángeles caídos" (1983) por Salvatore Albano en el Museo de Brooklyn en Nueva York

Para esta historia de ángeles, Lauren realizó una gran investigación para llevar a cabo su historia, ya que ella no sabía nada de este género cuando empezó a recrearla en su mente, solo conocía lo básico. Por suerte, estaba en un estudio sobre la biblia y su profesora era angelologa y sabía todo lo que hay que saber sobre Ángeles y Demonios, ella le dio varios libros para que leyera, libros sobre la historia del cielo, los orígenes de los ángeles en una concepción moderna y premoderna, la caída sobre los ángeles y la guerra entre el cielo y el infierno. Lauren siempre seda tres meses de investigación para sus historias.
El tema de la saga Oscuros toma cómo base la reencarnación, es algo sumamente ligado a la religión, por lo tanto Lauren no específico ni nombró a ninguna religión durante la saga, algo que para ella no fue difícil de escribir, Lauren Kate: "Estaba entusiasmada cuando mi investigación me llevó más lejos de la biblia Cristiana, la iglesia católica, la Tora judía y tan lejos como el Zoroastrismo (la primera religión dualista)" prosiguió, "Estoy interesada en las raíces del bien y el mal no de las religiones, y en ver cuánto puedo hacer para desdibujar las líneas en mis libros".

## Tipos de ángeles
- Ángel Caído

Según la Biblia, un ángel caído es un ángel que, codicia un poder superior, termina la entrega de "la oscuridad y el pecado." El término "ángel caído" indica que es un ángel que cayó del cielo. El más famoso es el ángel caído Lucifer. Los ángeles caídos son muy comunes en las historias de conflicto entre el bien y el mal. En el mundo de Oscuros hay dos bandos, el bando llamado comúnmente Ángeles están de lado del Trono (Dios) y los Demonios, tipo de ángeles caídos que eligieron estar de lado de Lucifer; cada bando reside de su poder de su deidad, el Trono o Lucifer.
- Nefilim

Nefilim, son los hijos de los ángeles caídos que tienen con los mortales. Según en El poder de las sombras, algunos Nefilim tienen alas y pueden poseer talentos sobrenaturales menores (clonarse, lectura de la mente, etc). Los jóvenes Nefilims están aún en desarrollo de sus poderes, es por eso que es introducida la Escuela de la Costa, que además de ser un lugar de enseñanza es un refugio para los medio ángeles, ellos después de concluir sus estudios y perfeccionar sus habilidades tendrán que elegir un bando para la guerra.
- Proscritos

Un rango particular de ángeles (Proscritos). Cam los describe como el peor tipo de ángel. Se quedaron junto a Lucifer durante la "revuelta", pero no dieron un paso al inframundo con él. Una vez que la batalla terminó, trataron de regresar al cielo, pero era demasiado tarde. También menciona que cuando trataron de ir al infierno, Lucifer los echó fuera permanentemente, y los dejó ciegos. Sin embargo, los marginados tienen un tremendo control de los otros cuatro sentidos. En El poder de las sombras, persiguen a Luce, porque piensan que si la capturaran, tendrán el acceso al cielo. Ellos residen su poder de Azazel, el ángel caído único, uno de los pocos forjadores de estrellas que aún sabe cómo crear Flechas Estelares.
- Elders

No se explica muy bien que es lo que son los Elders, pero ellos quieren ver muerta a Luce más que nada. La Srta. Sophia es una de ellos, y trató de matar a Luce a finales de Oscuros

## Publicación
El 8 de diciembre de 2009 Fallen u Oscuros (en español) fue sacado a la venta con su portada de tapa dura en los Estados Unidos. En los siguientes años los demás libros fueron sacados a la venta, el segundo Torment fue lanzado el 28 de septiembre del 2010 el tercero Passion el 14 de junio del 2011 y el último Rapture fue sacado el 12 de junio del 2012.
Oscuros ha arrojo críticas buenas y malas al respecto, en el momento de su publicación en diciembre del 2009, oscuros fue un fenómeno literario por semanas y meses, en si, fue best-sellers del New York Times.

## Recepción de la crítica
Al momento de que Oscuros salió a la luz, los comentarios y críticas no se hicieron esperar, muchos califican el libro o la historia algo lenta pero apasionante. Tanto buenas como malas, Oscuros ha destacado en la mayoría de los adolescentes. La mitad de las críticas hacia la historia de Lauren Kate son comparaciones. Crepúsculo y Oscuros, las críticas hacen gran relevancia al compara la historia de Lauren Kate a la de Stephenie Meyer, a un que ambas historias son realmente diferentes las dos tocan temas muy dispar, pero las dos historias giran en tema oscuro y melancólico, a pesar de ello Oscuros se posiciona bastante bien entre los jóvenes de todo el mundo, las siguientes críticas avalan el trabajo de Kate en esta su primera saga.
"El primer capítulo es apasionante y prefigura los elementos sobrenaturales venideros. En lugar de vampiros, éstos son ángeles caídos, sin embargo muchos de los elementos que no se resuelven, como la causa del incendio y por qué los ángeles están en esta escuela nunca son revelados, a pesar de este error los fans del romance sobrenatural harán cola para este libro a pesar de sus defectos, y pedirán una secuela", relato Kris Hickey de School Library Journal al primer libro,.. Book Review Fantasy ha argumentado de que Oscuros es una historia muy romántica y llena de emoción. Argumento: los adolescentes que gustan de lo paranormal y a la vez lo romántico adoraran al libro Oscuros.
AudioFile comentó que los personajes están muy bien estructurados y que no pierden su estilo y se mantiene perfectos hasta los últimos capítulos, pero, sin embargo, los secretos de Luce son muy fáciles de entender y el romance no se toma tan en serio como sobrenatural
StorySnoops "es una lectura fascinante y provocadora, (que toma temas muy fuertes como el alcohol, el fumar y los problemas de los adolescentes) tiene imágenes gráficas y perturbadoras (como el asesinato de "Penn" o el incendio donde murió el novio de Luce), Algunos besos apasionados ocurren, y un amor que ha sobrevivido a muchas vidas pasadas, es el corazón de la historia, Kristin Brower Walker de Book Review, compara la saga con Crepúsculo de Stephenie Meyer y ha mencionado en muchos críticas hacia Oscuros, que podría a llegar hacer una nueva franquicia que sustituya a la de Stephenie Meyer, Comentario: ¿Será a caso que Oscuros se convierta en la próxima Crepúsculo? El público lo tiene claro una historia épica paranormal de romance adolescente, espero que los demás libros estén a un más emocionantes para una fanática ya de esta gran historia.
Tessy Dockery de Helium dijo que era un libro ligero y fácil de leer, donde luego argumento: La imagen era tan vívida, el olor, la neblina, el humo del fuego y la descripción de las alas de Daniel y el resplandor que emanan es indescriptible. Debra Bogart hace una reseña de que Oscuros es algo diferente pero algo común con otras historias de vampiros (en esta ocasión un romance de ángeles caídos) revela un poco de la historia sobre la rebeldía en los jóvenes de hoy, que solo quieren ser libres, y que mejor lugar perfecto para mostrar dicho tema que en un reformatorio donde los maestros deberían ser un ejemplo de bien, suelen ser los malos de la historia.

## Orígenes y opinión
Para los personajes de los 4 libros, Lauren se inspiró en sus amigos y en algunos familiares para dar origen y vida a los personajes, Lauren Kate: "Los rasgos físicos de Luce están basados en mi más cercana y antigua amiga, el cabello ondulado oscuro, los ojos avellanados, dientes pequeños, etc." Solo un personaje no lo ha hecho sin inspiración o base de algún familiar o amigo, ese es el personaje de Daniel, un dato más curioso es que el personaje de Cam (rival de amor de Daniel por Luce) está basado en su marido.
La saga de Lauren Kate ha sido comparada con la saga de Stephenie Meyer, Crepúsculo, debido a que ambas giran entorno Oscuro y melancólico, ante esto Lauren Kate ha dado su opinión sobre que su saga sea comparada con la de Stephenie Meyer, Lauren Kate: "Puedo ver por qué la gente hace la comparación, ambos son romances oscuros. Una diferencia entre vampiros y ángeles que encuentro particularmente interesante es que, donde los vampiros son criaturas solitarias nuestra concepción de ángeles depende de la existencia de demonios. Hay un lado oscuro y un lado de luz. En mis libros hay un vínculo indescriptible entre esas dos partes que provee una gran tensión. Escribir sobre lo que conecta y separa estos dos lados ha verdaderamente enriquecido mi historia".
Queen Of Teen - La Reina del Adolescente; La revista "The Aesthete" la ha considerado como la reina del adolescente, ya que ha creado un culto y seguidores jóvenes gracias a su saga, "LA REINA DEL ADOLESCENTE, con sus novelas para jóvenes adultos la sensación Lauren Kate ganó los corazones y las mentes de millones de lectores adolescentes"

## Lugares
La historia comienza en Helston, Inglaterra donde por primera vez conocemos a la pareja principal, Luce y Daniel, cuando Luce muere en el año de 1854 en Inglaterra ella vuelve a reencarnar en nuestra actualidad pero esta vez en Savannah, Georgia y es trasladada a una escuela reformatorio para adolescentes llamada Espada y Cruz (En inglés Sword & Cross).
Por otro lado en El poder de las sombras la historia se desarrolla esta vez en una escuela de élite llamada Escuela De La Costa (School Coast) en el condado de Shoreline al norte de California, en esta parte y ubicación se desarrolla algo importante para las otras dos historias que están por suceder.
Al finalizar el segundo libro se tocan las vidas pasadas de Luce y Daniel en La trampa del amor, tercer libro de la saga, lo que nos lleva a una aventura en el tiempo, Lauren Kate nos lleva desde 1941 Moscú, Rusia hasta los años de Mesoamérica; son las vidas pasadas de nuestros protagonistas, una por una son seleccionadas por Luce y Daniel, observando cómo eran y cómo han cambiado a lo largo de los tiempos; las vidas que son tocadas o los lugares que son narrados son China, Egipto, Francia, Haití, Israel, Italia, Inglaterra, México (Mesoamérica), Rusia y el Tíbet.
En el cuarto libro La primera maldición, los ángeles y los demonios se han aliado para encontrar las tres reliquias sagradas que los ayudará a detener a Lucifer para que éste no borre el pasado, los seres celestiales y de oscuridad se dividirán en tres grupos para encontrarlas lo más pronto posibles; en este libro empezamos nuevamente en Savannah, Georgia, para después pasar a Venecia, Italia, en donde el grupo se separa y seguirán rumbo a su objetivo Cam, Gabbe y Molly se dirigirán a Ávalon, islas británicas, Arriane, Roland y Anabelle a Viena, Austria mientras que, Luce y Daniel les tocó el punto de despedida, Italia, después de la búsqueda Turquía es otro de los países mencionados, en donde se revelará un punto clave para la conclusión de la saga.

## Captación

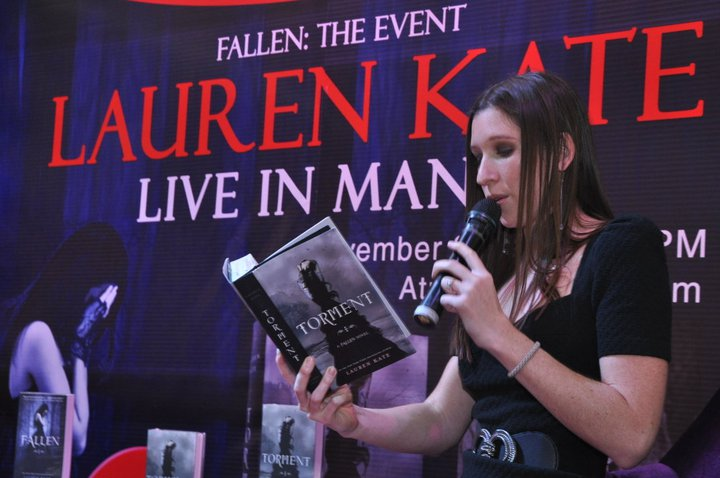
Lauren Kate, leyendo el segundo libro de la saga de Oscuros en una reunión de fanes en 2011.

Oscuros o en inglés 'Fallen' ha vendido más de 10 millones de copias alrededor del mundo en más de 30 países, lo cual ha catapultado a la historia de Lauren Kate como éxito en todo el país (USA) y en el extranjero. Los libros de Lauren Kate han sido traducidos a más de 30 idiomas, Fallen en su año de publicación en el 2009 paso a estar en las listas de best-sellers del Times New York
, mientras que los tres libros posteriores Torment, Passion y Rapture también fueron éxitos de ventas.
En 2015 se lanza el quinto libro de la saga llamado Unforgiven, esta quinta parte se desprende de la línea de Oscuros donde se nos relataba la historia trágica y maldita de Lucinda y Daniel, ahora esta parte nos hablara del enigmático personaje de Cam Briel, el demonio antagonista de Oscuros, el libro se publicó en noviembre del 2015 en Estados Unidos, mientras que en México su publicación se espera sea el 16 de junio del 2017 bajo el nombre de "El retorno de los caídos", se espera o planea Lauren Kate hacer más partes de los demás personajes, según Kate hasta el momento tiene planeado hacer partes de Roland Sparks y Arriane Alter.
Kate ha recorrido los Estados Unidos y le hadado la vuelta al mundo varias veces, organizando eventos para la promoción de sus libros en Inglaterra, Irlanda, Australia, Países Bajos, Alemania, Bélgica, Italia, Hungría, Canadá, México, Brasil, Colombia, Ecuador, Singapur, Malasia, y Filipinas.
Por motivos de promoción de la adaptación cinematográfica de su primer libro, Oscuros, Lauren Kate a estado en Filipinas y Brasil para promocionar la adaptación; haciendo firmas de autógrafos en los estrenos de la película en estos dos países, posteriormente Kate y la actriz Addison Timlin quien interpreta al personaje principal de la saga Luce, estuvieron en la Comic-Con de Brasil haciendo entrevistas, conferencias de prensa y firmando autógrafos; la película se estrenó por primera vez en el continente Americano el 8 de diciembre del 2016, siendo Brasil el único país del continente en estrenar hasta el momento la adaptación de Oscuros.

## Adaptaciones

### Película
La historia y la película están a cargo de Lotus Entertainment esta noticia fue confirmada por la propia escritora de Fallen y por The Hollywood Reporter, originalmente el proyecto había sido tomado por Walt Disney, pero se retiró del proyecto a mediados del 2013, dejando la total producción a Lotus Entertainment. Quien siguió a cargo de la producción fue Scott Hicks. El proceso de casting se inició a principio de agosto y finaliza a mediados de octubre de 2013, la preproducción comenzó a finales de octubre de 2013 y la fecha de grabación se inició el 9 de febrero de 2014 en Budapest, Hungría. Los actores fueron seleccionados previamente y los papeles principales de Luce y Daniel se los llevaron Addison Timlin y Jeremy Irvine, el 25 de septiembre de 2013 se dio a conocer que el australiano Harrison Gilbertson interpretaría a Cam. El 19 de enero de 2014 se confirmó oficialmente en la revista "IF" de Australia, en su página web, que la australiana Sianoa Smit-McPhee, interpretaría a "Molly", el personaje antagonista.
El 17 de febrero se dio a conocer por un mensaje de Twitter en la cuenta oficial de la actriz Hermione Corfield su estadía en Budapest, días después se confirmaría su participación en la adaptación de Fallen en el papel de "Gabbe". El 1 de marzo de 2014 la actriz Juliet Aubrey confirmaba su participación en la adaptación como la madre de Luce, Doreen Price. El 18 de febrero de 2014 se dio a conocer de manera oficial que la actriz Daisy Head interpretaría a Arriane Alter, esto fue dado a conocer por el padre de la actriz vía Twitter. El 9 de abril de 2014 se dio a conocer de manera oficial en la página web de la escritora de Fallen, Lauren Kate, los miembros restantes del resto del cast. El actor Malachi Kirby interpretará a Roland Sparks, la actriz inglesa Lola Kirke será quien dé vida a Penn y Chris Ashby como Todd Hammond, los demás actores que ya habían sido confirmados como Hermione Corfield (Gabbe), Daisy Head (Arriane Alter) y Sianoa Smit-McPhee (Molly), también fueron confirmadas por la escritora de manera oficial en su página web.

### Serie de TV
El 9 de septiembre del 2022 Variety informo sobre la preparación de una serie de televisión de Fallen (Oscuros), el anuncio fue dado en su página oficial, hasta este momento el anuncio a revelado a las casas productoras encargadas del proyecto, sus productores y su cast oficial, Silve Reel y Night Train Media, con la coproducción del servicio de streaming brasileño Globoplay, la producción a cargo de Fallen (Oscuros) está formada por Bluemhuber, junto con Hastings y Herbert L. Kloiber, Karol Griffiths de Silver Reel, Florian Dargel, Alexander Jooss y Olivia Pahl y James Copp de Night Train Media son coproductores ejecutivos, Alen Bulic supervisa el proyecto de Silver Reel. Está creada por Claudia Bluemhuber de Silver Reel, dirigida por Matt Hastings (“The Handmaid’s Tale”) y escrita por Rachel Paterson ("Domina") y Roland Moore ("Humans"), quienes también son coproductores ejecutivos, Mahlon Todd Williams es el director de fotografía ("DC's Legends of Tomorrow").
Los actores principales fueron dados a conocer también por Variety, Jessica Alexander será Lucinda Price (Luce), Gijs Blom como Daniel Grigori y Timothy Innes como Cam Briel, otros miembros del reparto incluyen a Josefine Koenig, Esme Kingdom, Maura Bird, Lawrence Walker, Indeyarna Donaldson-Holness, Samantha Bell, Julian Krenn, Laura Majid y Courtney Chen.
Kloiber dijo: “Estamos muy emocionados de haber completado el elenco de 'Fallen' (Oscuros) con un talento internacional de primer nivel, uniéndonos a un equipo de producción de primera clase, basado en importantes IP. Cumpliendo todas las promesas del amado libro, estamos encantados de llevar esta serie a las pantallas el próximo año”.
La serie está prevista se estrene en el año próximo, hasta el momento no se ha informado más del estado actual de la serie, se ha liberado solo un still donde se muestra a Jessica transformada en Lucinda junto con Timothy también transformado como Cam.